# Egletes florida
Egletes florida là một loài thực vật có hoa trong họ Cúc. Loài này được Shinners mô tả khoa học đầu tiên năm 1950.